# Sericopus motschulskyi
Sericopus motschulskyi es una especie de insecto coleóptero de la familia Chrysomelidae.
Fue descrita científicamente en 2005 por Medvedev.